# Driffield
Driffield är en stad och civil parish i kommunen East Riding of Yorkshire i England. Orten har 11 477 invånare (2001).